# Aluvión de Valparaíso de 2009
El Aluvión de Valparaíso de 2009 es un hecho ocurrido el 19 de agosto de 2009 pasada la medianoche (UTC-4 hora local) en la ciudad de Valparaíso, que afectó a varias familias del sector.

## Causa
El 19 de agosto de 2009, una matriz de agua, dependiente de la empresa de aguas ESVAL, sufrió una ruptura, que al cabo de unos minutos comenzaría a causar graves daños en vecinos del sector. Todo se agravó más, debido a que, la calle por donde pasó el agua está desnivelada.

## Desastre
El agua comenzó a provocar daños luego de varios minutos, cuando la ruptura de la matriz fue creciendo cada vez más.
El agua se escabulló por la Avenida Alemania, una de las grandes arterias de la ciudad, despertando a vecinos del lugar. Según informaciones, 10 casas quedaron con graves daños, es decir, serán demolidas, el resto sufrió daños menores.
Los vehículos estacionados en la calle fueron arrastrados por las aguas, apilándose uno tras otros, muchos quedaron inutilizables, si bien al principio se contaban unos 30 vehículos dañados, se descubrieron otros 10 bajo los escombros y el barro.
Según se informó, 5 personas fueron arrastradas por el conjunto de agua, piedras y barro. Un autobús que cruzaba la calle, unas cuadras abajo, quedó en medio del agua, por lo que se volcó, hubo 6 heridos, pero ninguno de gravedad.

## Consecuencias
Al momento de la ruptura, 1.200 clientes se quedaron sin el elemental suministro, vale decir, unas 4.800 personas quedaron sin agua. Hubo 33 damnificados, 11 heridos y ningún muerto.
El 20 de agosto del mismo año, la Superintendencia de Servicios Sanitarios (SISS) inició un procedimiento para investigar las causas del accidente, por su parte ESVAL indemnizará a los afectados de este hecho, ya sea por la destrucción de su hogar, vehículo u otro material privado, y el pago de hospital a los heridos.